# Michigan International Speedway
Der Michigan International Speedway ist eine Rennstrecke bei Brooklyn im Südosten Michigans. Die Kurven der als D-Oval ausgeführten 2 Meilen (3,22 km) langen Superspeedways sind um 18° überhöht. Es finden Rennen der NASCAR statt.

## Geschichte

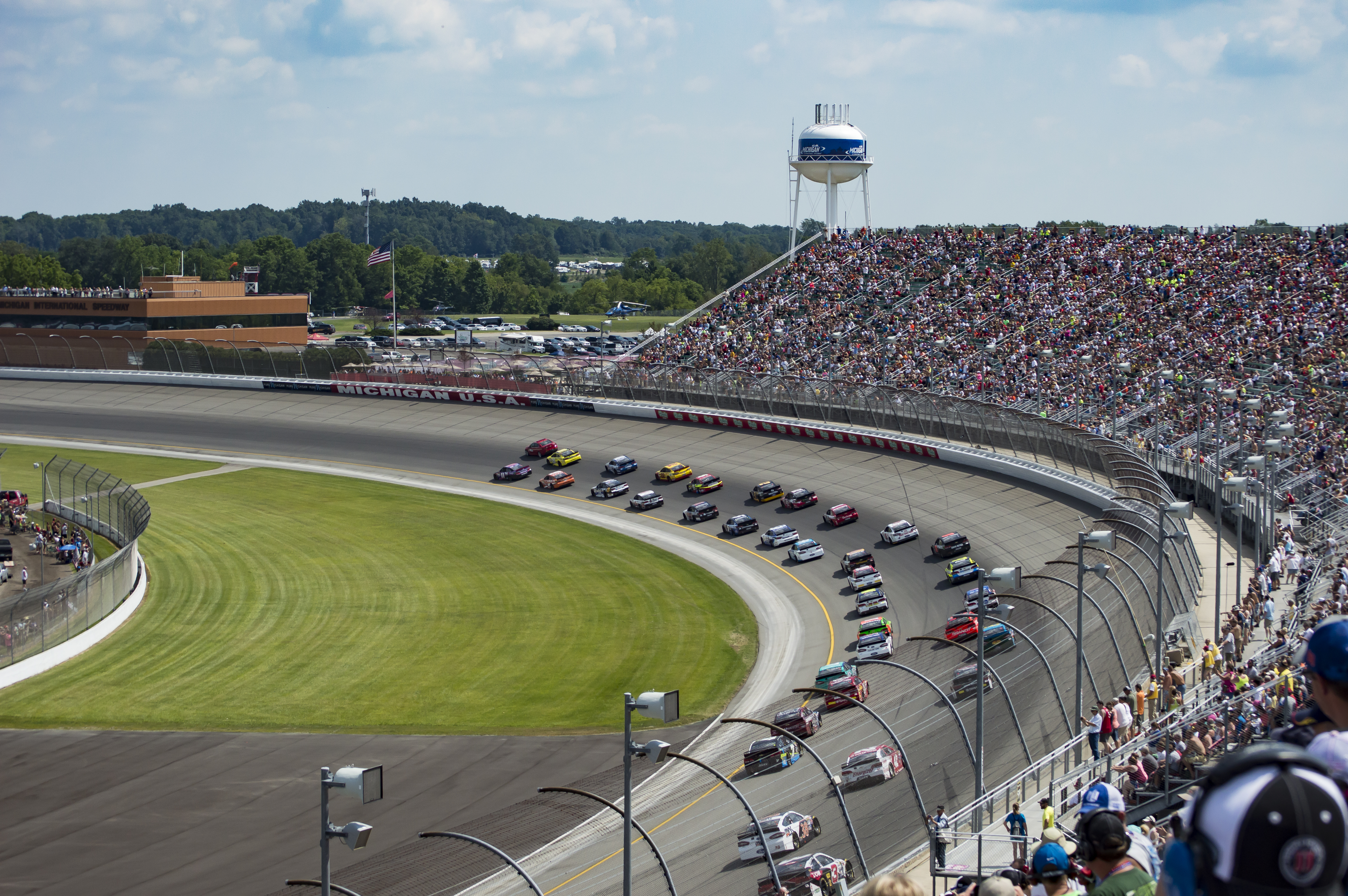
NASCAR-Cup-Rennen auf dem MIS (2015)

Baubeginn der Strecke war am 28. September 1967, die Eröffnung fand am 13. Oktober 1968 statt. Von 1996 bis 2000, als sich der Kurs im Besitz von Roger Penskes Motorsports International befand, war der offizielle Name Michigan Speedway. Seit der Fusion mit der International Speedway Corporation ist wieder der ursprüngliche Name in Gebrauch.
Das D-Oval besaß eine Zwillingsstrecke in Texas, den Texas World Speedway.

## Streckenbeschreibung
Aktuell ist die Strecke 3,219 km lang, hat 18° Neigung in den Kurven, 12° Neigung auf dem Frontbogen und 5° Neigung auf der Gegengeraden. Als Teil des ursprünglichen Bauplans wurde ein vom britischen Rennfahrer Stirling Moss entworfener Straßenkurs erstellt, der drei verschiedene Layouts innerhalb und außerhalb des Infields der Rennstrecke bietet. Deren Längen wurden zum Bau mit 1,250 Meilen (2,012 km), 2,250 Meilen (3,621 km) und 3,500 Meilen (5,633 km) angegeben.